# Амблигонит
Амблигони́т (от др.-греч. ἀμβλυγώνιος — тупоугольный) — редкий минерал класса фосфатов, основной фосфат лития и алюминия островного строения.

## Общая информация

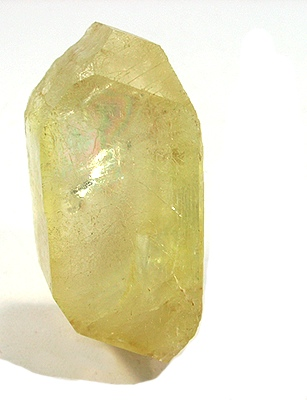
Кристалл амблигонита

Кристаллы редки и имеют несовершенную форму, обычно встречается в массивных блочных агрегатов или плотных зернистых масс. Плеохроизм отсутствует, люминесценция иногда очень слабая, жёлтая, двупреломление +0,026, спектр поглощения не интерпретируется. Хорошо полируется. Чувствителен к сильному нагреванию и воздействию кислот.
Состав (%): Li2О — 10,1; Al2О3 — 34,46; P2О5 — 48,0; F — 12,85.
Амблигонит — типичный минерал богатых фосфором пегматитовых жил, альбитизированных гранитов, подвергшихся метасоматозу. Наряду с другими литиевыми минералами входит в состав ценных литиевых руд.
Открыт и назван Августом Брайтхауптом (нем. Johann Friedrich August Breithaupt; 1791—1873) в 1817 году в Саксонии.
Внешне похож на бразилианит, полевые шпаты, сподумен и скаполит.

## Месторождения
Встречается преимущественно в ассоциации с альбитом, апатитом, сподуменом, турмалином, лепидолитом.
Разновидности, пригодные для огранки, встречаются в Бразилии (штат Минас-Жерайс, Сан-Паулу), США (Калифорния, Южная Дакота, Нью-Мексико, Аризона). Светло-сиреневая разновидность встречается в Намибии. Встречается также в Швеции, Франции.
В Бразилии найден самый большой золотистого цвета кристалл, масса которого в отшлифованном виде составила 65,5 карата (хранится в Смитсоновском институте в Вашингтоне). Масса огранёного ювелирного камня обычно не превышает 15 карат. В России довольно редок.